# 李鞏良
李鞏良（—1939年），中華民國軍人，官至中將。他為中日戰爭期間陣亡的中國軍方高級將領之一。

## 生平
李鞏良為中華民國國民革命軍高級將領，中日戰爭期間，隸屬軍訓部，是為該部之錙重總監，官拜中將。1939年爆發南昌會戰，此會戰中，他於1939年3月7日陣亡於陝西西安。